# Stars - The Best of 1992 - 2002
Stars - The Best of 1992-2002 è un album raccolta della band irlandese The Cranberries, uscito nel 2002 per la Island Records.

## Descrizione
Si tratta di un greatest hits del periodo 1992-2002. Le prime diciassette tracce contengono tutti i singoli della band fino al 2002 in ordine cronologico. Le successive tre sono i due inediti New New York e Stars, e la traccia bonus Daffodil Lament. Alcune tracce sono versioni differenti delle canzoni che provengono dai primi album.
Due mesi dopo la raccolta è uscito un DVD col nome di Stars - The Best of Videos 1992 - 2002.

## Tracce
1. Dreams – 4:15
2. Linger – 4:34
3. Zombie – 5:07
4. Ode to My Family – 4:31
5. I Can't Be with You – 3:07
6. Ridiculous Thoughts (radio edit) – 3:36
7. Salvation – 2:24
8. Free to Decide (alternate mix) – 3:23
9. When You're Gone (new version) – 3:52
10. Hollywood (new version) – 4:19
11. Promises (radio edit) – 3:32
12. Animal Instinct – 3:32
13. Just My Imagination (new version) – 3:13
14. You and Me (new version) – 3:17
15. Analyse – 4:06
16. Time Is Ticking Out – 3:01
17. This Is the Day – 4:15
18. Daffodil Lament – 6:06
19. New New York (nuova) – 4:09
20. Stars (nuova) – 3:31

Durata totale: 77:50